# ARM Montes Azules (BAL-01)
El ARM Montes Azules (BAL-01) es un buque de la Armada de México construido en el Astillero de la Armada (ASTIMAR) 20. 
Se trata del segundo buque más grande construido por la Secretaría de Marina, hasta la fecha, superado por la fragata ligera de la clase Reformador, además de que cuenta con facilidad para alojar personal femenino de la propia dotación, sin dejar de mencionar que está dotado de modernos equipos que le permitirán realizar confiablemente su navegación, entre otras características.
El proyecto de Buques de apoyo logístico nació de la necesidad de replantear la definición de las características básicas de las unidades de superficie que requiere la Armada de México, para cumplir con su misión en materia de apoyo a la población civil en casos y zonas de desastre, transporte y desembarco de vehículos, provisiones y personal en playas y/o muelles.

## Historia
El Montes Azules fue construido en el Astillero de la Marina Nº 20 en Salina Cruz, Oaxaca, en el 2011. Fue botado el 30 de agosto del mismo año en una ceremonia encabezada por el Secretario de Marina. El mismo día se le dio de alta en el registro de la Armada como el BAL-01 ARM Montes Azules. Inmediatamente fue transferido a la Base Naval de Manzanillo, Colima.
En el 2013, se unió con los buques ARM Usumacinta, ARM Holzinger, ARM Galeana y ARM Revolución para llevar ayuda humanitaria a Guerrero, después del huracán que afectó a ese estado.
- Datos: Q5653900
- Multimedia: Montes Azules-class landing ships / Q5653900